# Pushback (Flugzeug)

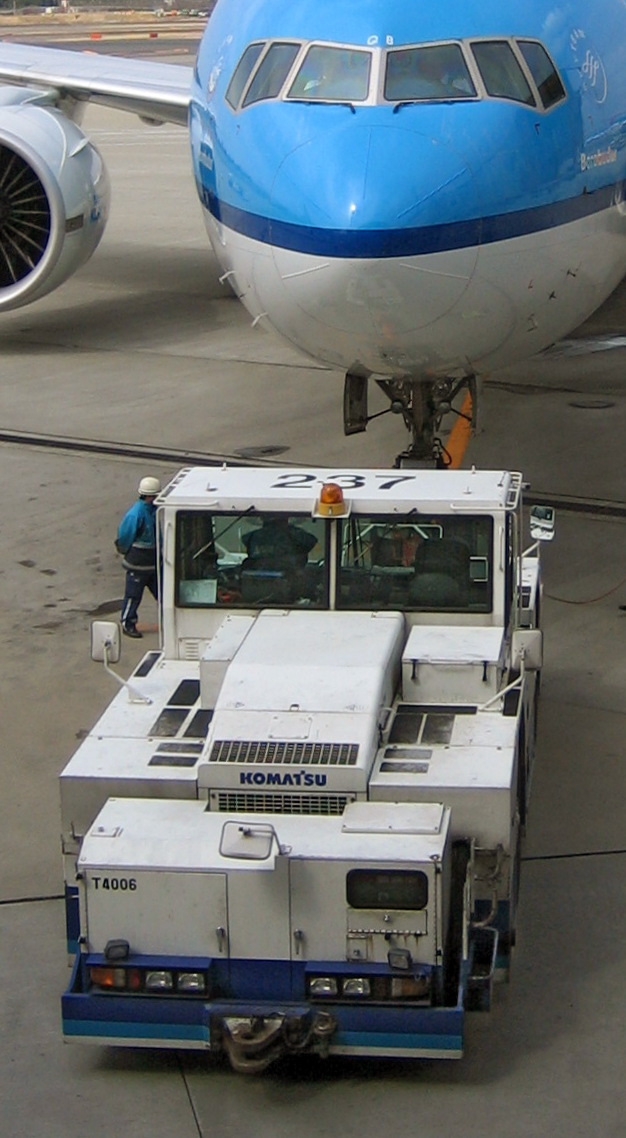
Pushback-Fahrzeug und Boeing 777 der KLM

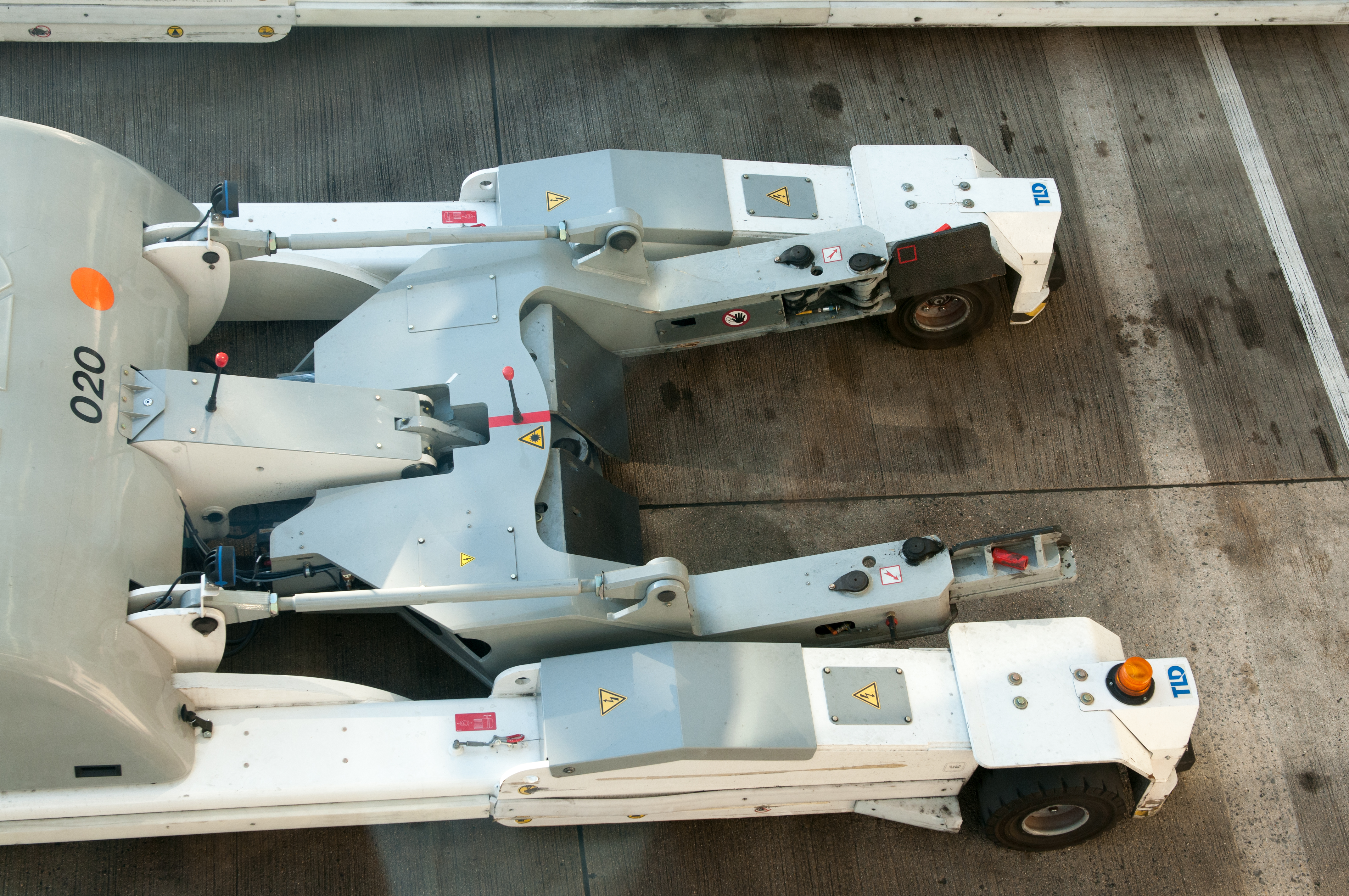
Ansicht von oben

Pushback (englisch für „zurückschieben“) ist ein Anglizismus für das Zurücksetzen eines Flugzeuges, das mit der Flugzeugnase an einem Flugplatzgebäude (Flugsteig) steht (sogenannte „Nose-in-position“). Das Zurückschieben ist notwendig, weil die meisten Strahlflugzeuge keine Möglichkeit besitzen, aus eigener Kraft rückwärts zu rollen bzw. nicht rückwärts rollen dürfen.

## Pushback-Vorgang
Der Pushback wird von speziell dafür entwickelten Fahrzeugen, den Flugzeugschleppern durchgeführt. Dazu gibt es zwei Möglichkeiten: Entweder wird eine Schubstange (Schleppstange, englisch towbar) verwendet (ähnlich einer Abschleppstange) – der Pushback geht hier im Schritttempo vonstatten. Oder es wird ein Hubschlepper eingesetzt, der das Bugrad der Maschine umgreifen kann – damit kann das Flugzeug wesentlich schneller geschoben werden.
Das Flugzeug wird durch den Pushback auf die Rollbahn geschoben, um dann aus eigener Kraft den Weg zur Startbahn fortzusetzen.
Während des Pushbacks wird die flugzeugeigene Steuerung des Bugfahrwerkes deaktiviert, was durch einen vom Vorfeldpersonal am Fahrwerksbein einzusteckenden Steering Pin geschieht. Dieser betätigt einen entsprechenden Schalter oder ein Hydraulikventil und koppelt dadurch die Lenkbetätigung ab.
Das nun frei nach links und rechts schwenkbare Bugfahrwerk wird in der Pushback-Phase von der am Flugzeug starr angekoppelten Schubstange – ähnlich einer Deichsel bei einem mehrachsigen Anhänger – gelenkt. Am Flugzeugschlepper ist die Schubstange hingegen allseitig schwenkbar gelagert, um durch das Zusammenspiel der Lenkbewegungen vom Schlepper sowie Schleppstange und Bugfahrwerk das Flugzeug auch um Kurven schieben zu können.
Nach dem Pushback und dem Abhängen der Schubstange muss darauf geachtet werden, dass der Steering Pin wieder entfernt wurde, da die Cockpitbesatzung sonst die Bugradsteuerung nicht nutzen kann.

### Startup
Bereits vor oder während des Pushbacks wird bei ausreichendem Sicherheitsabstand zu Gebäuden, Gegenständen und Personen begonnen, die Triebwerke zu starten (englisch startup), um die Rollwege möglichst bald für folgende Flugzeuge freizugeben. Ebenso wird dadurch eine kürzere Bodenzeit erreicht. Auf kontrollierten Flugplätzen ist hierfür eine Freigabe erforderlich.

### Ramp Agent
Während des Pushbacks steht das Cockpit auch in Sprechkontakt mit dem Ramp Agent, einem Mitarbeiter des Bodenpersonals, der entweder neben dem Bugrad des Flugzeuges mitläuft oder auf dem Schlepper mitfährt. Die Sprechverbindung (Interphone) wird mittels Kabel hergestellt. Er teilt den Piloten mit, wann die Entfernung zu Gebäuden, Gegenständen und Personen groß genug ist, um die Triebwerke sicher starten zu können („Engine Area Clear“). So wird sichergestellt, dass sich keine Personen, Fahrzeuge oder andere Objekte während des Triebwerksstarts hinter dem Flugzeug befinden und geschädigt werden. Außerdem können die Piloten noch über eventuelle Probleme informieren. Der Agent am Headset ist der letzte, der das Flugzeug „verlässt“ und gibt mit einem am Steering Pin befindlichen Band mit der Aufschrift „Remove before flight“ das Zeichen, dass alles Equipment der Abfertigung entfernt wurde und das Flugzeug zum Rollen bereit ist.

### Bildserie zum Pushback

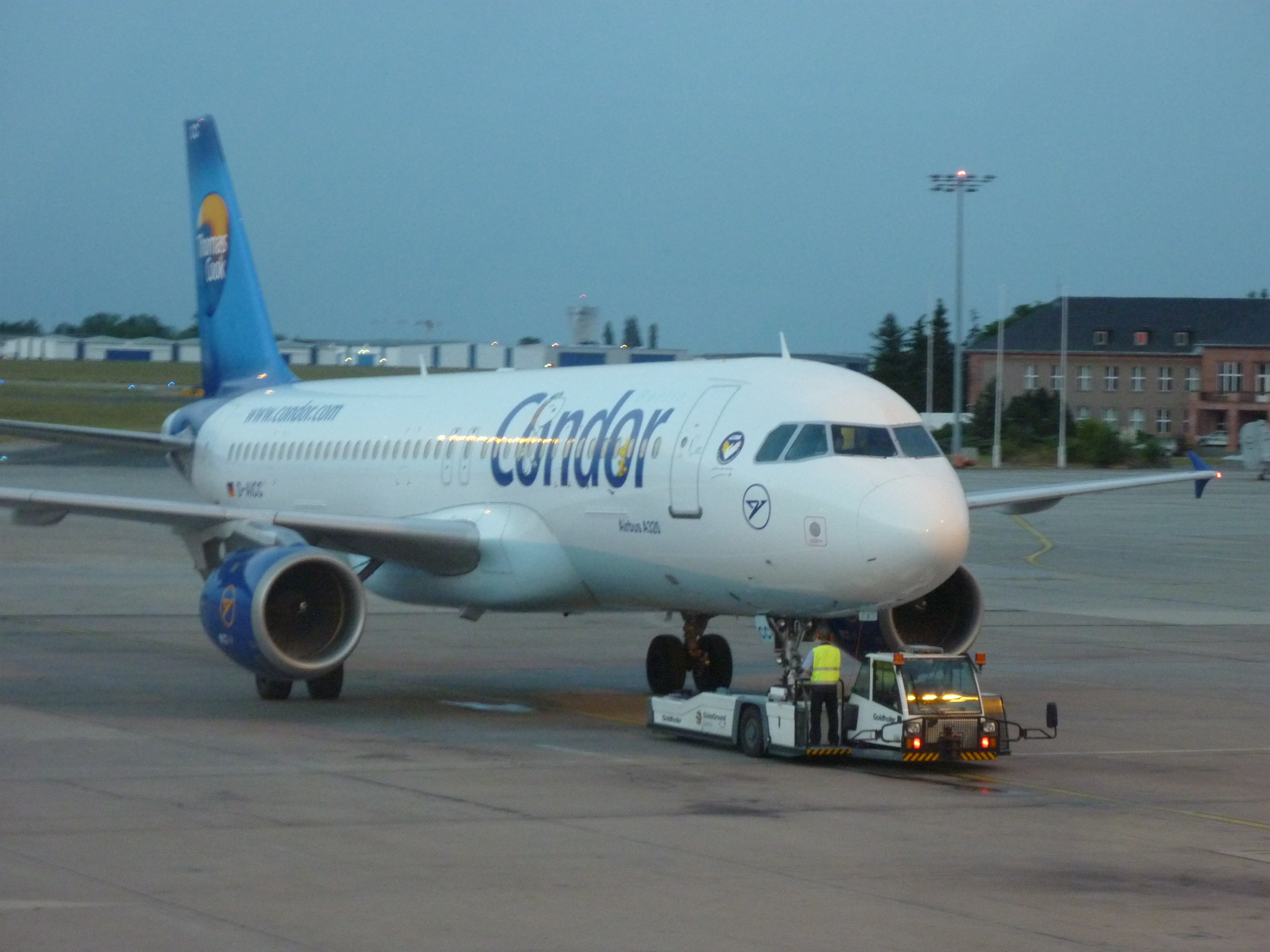
Flugzeugschlepper schiebt das Flugzeug rückwärts aus der Parkposition.
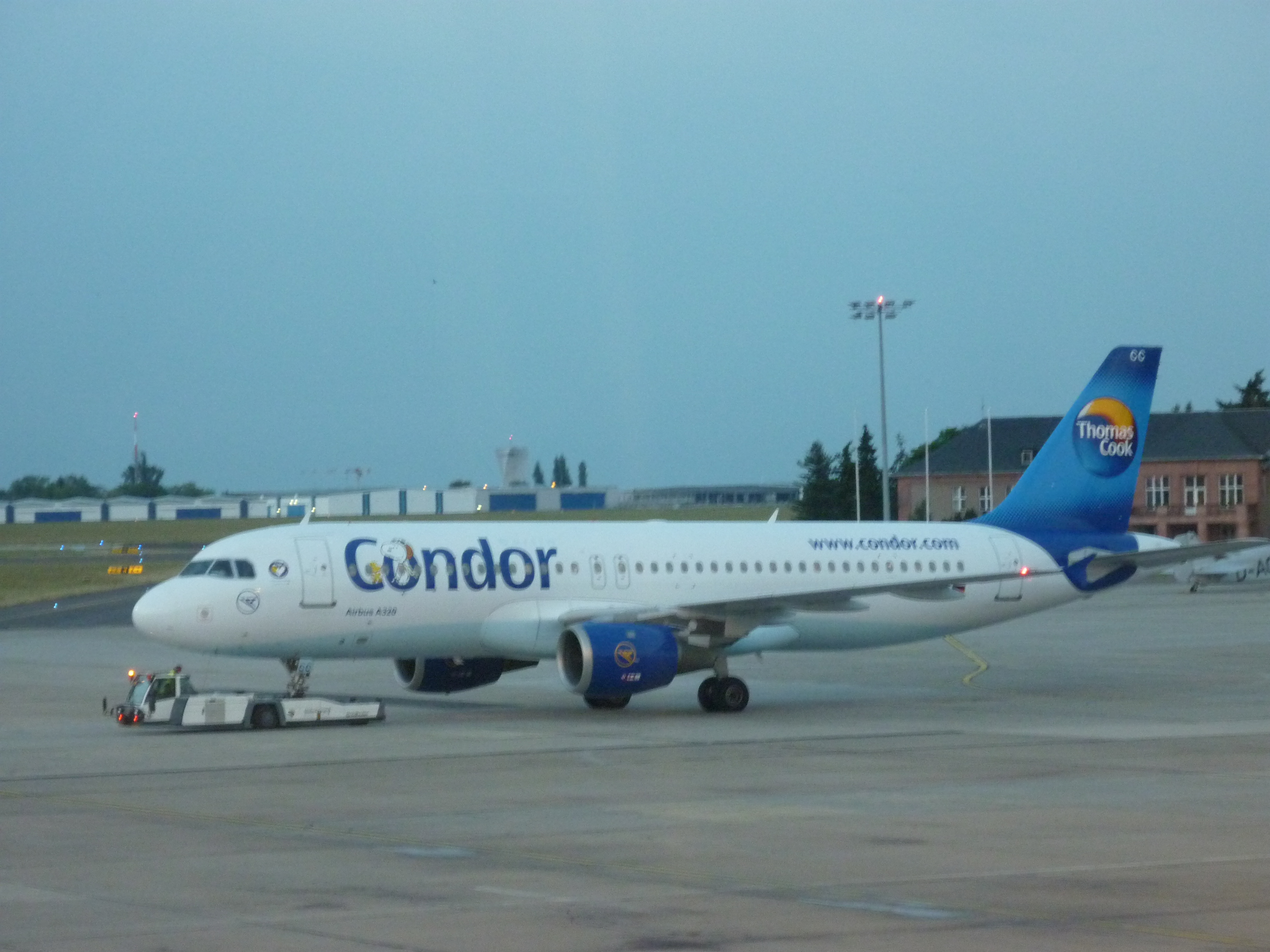
Flugzeugschlepper hat das Flugzeug auf dem Rollweg abgestellt.
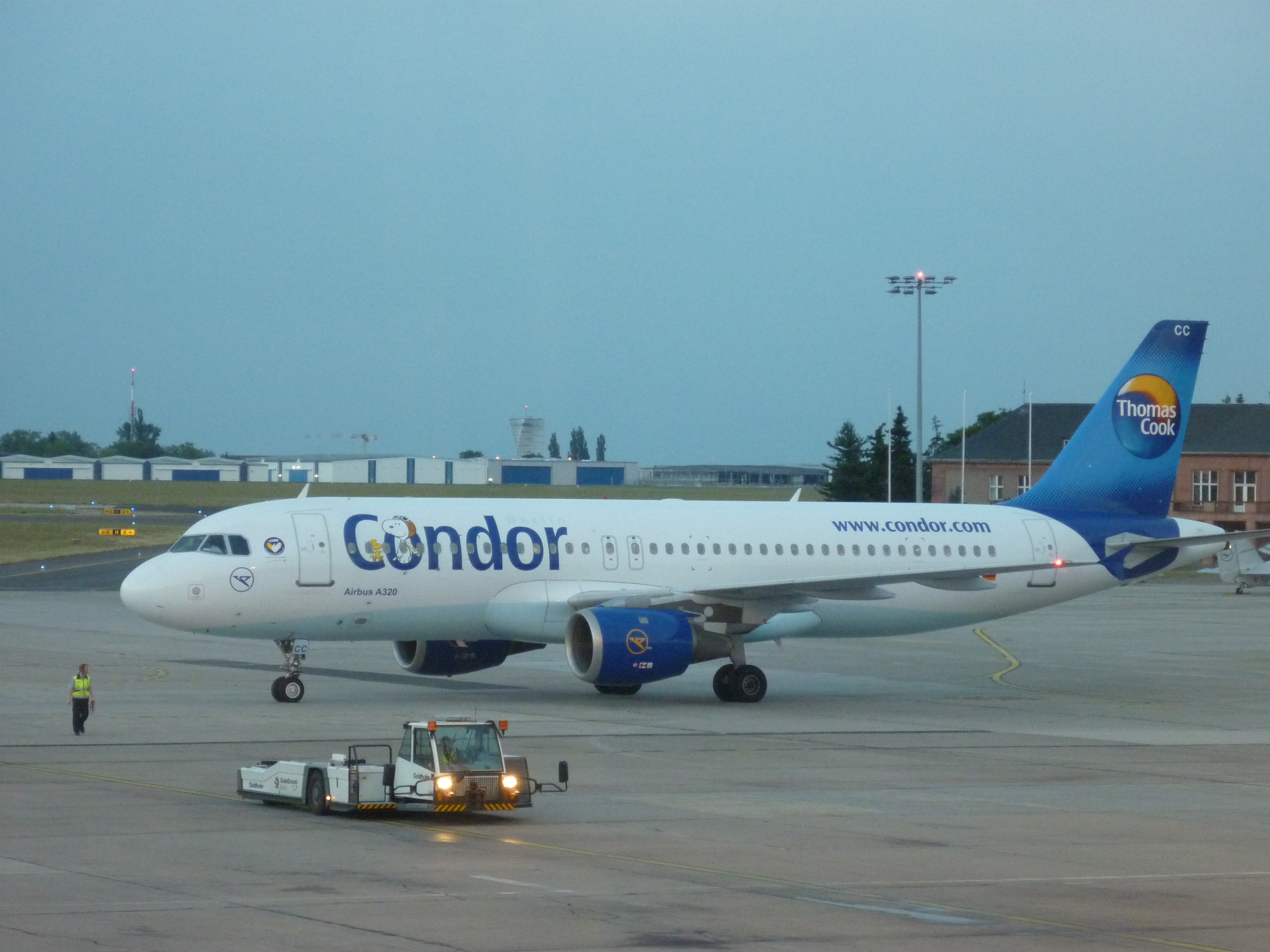
Flugzeugschlepper fährt weg; Push-Back beendet.
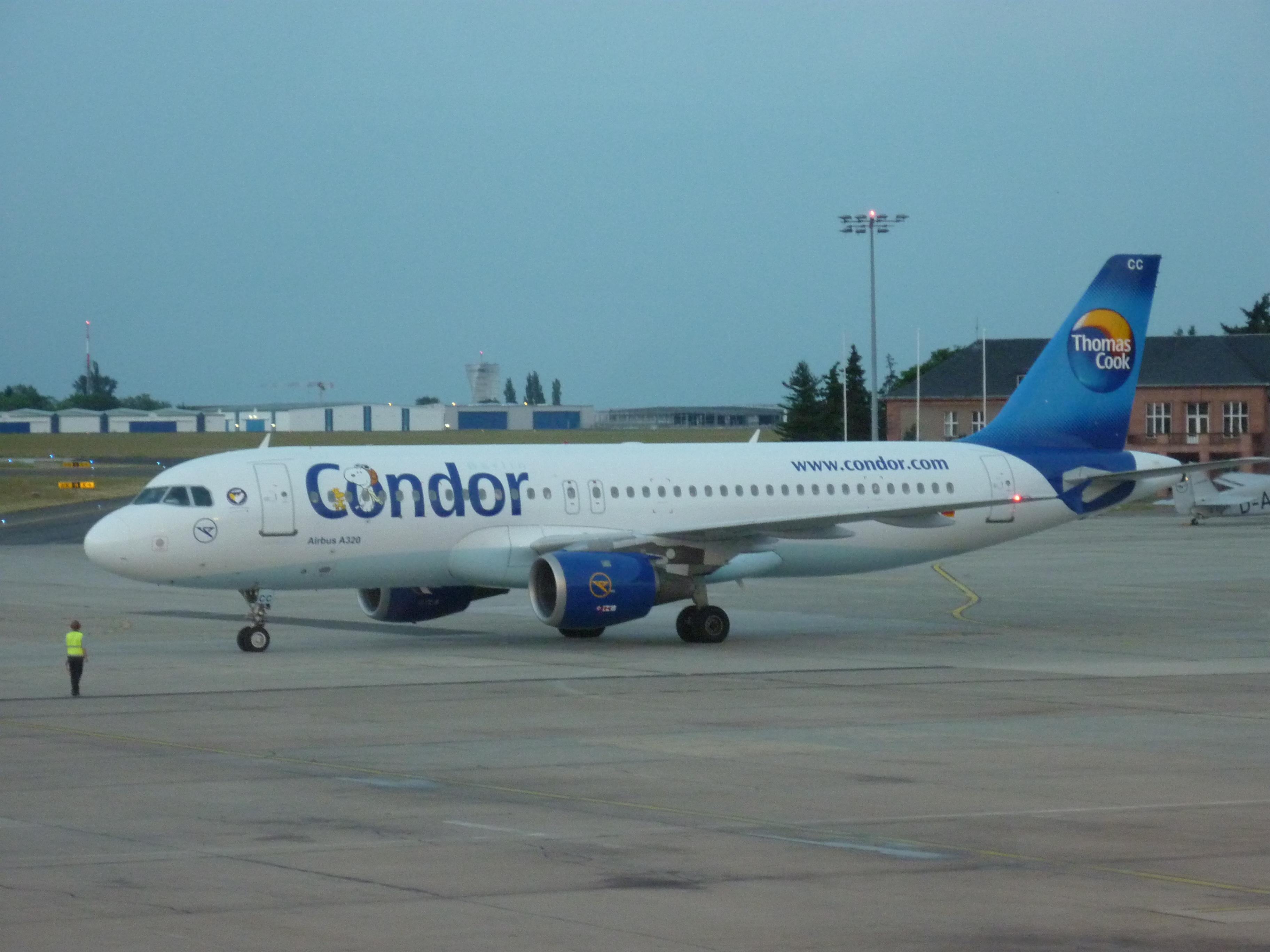
Piloten fragen um Rollerlaubnis.
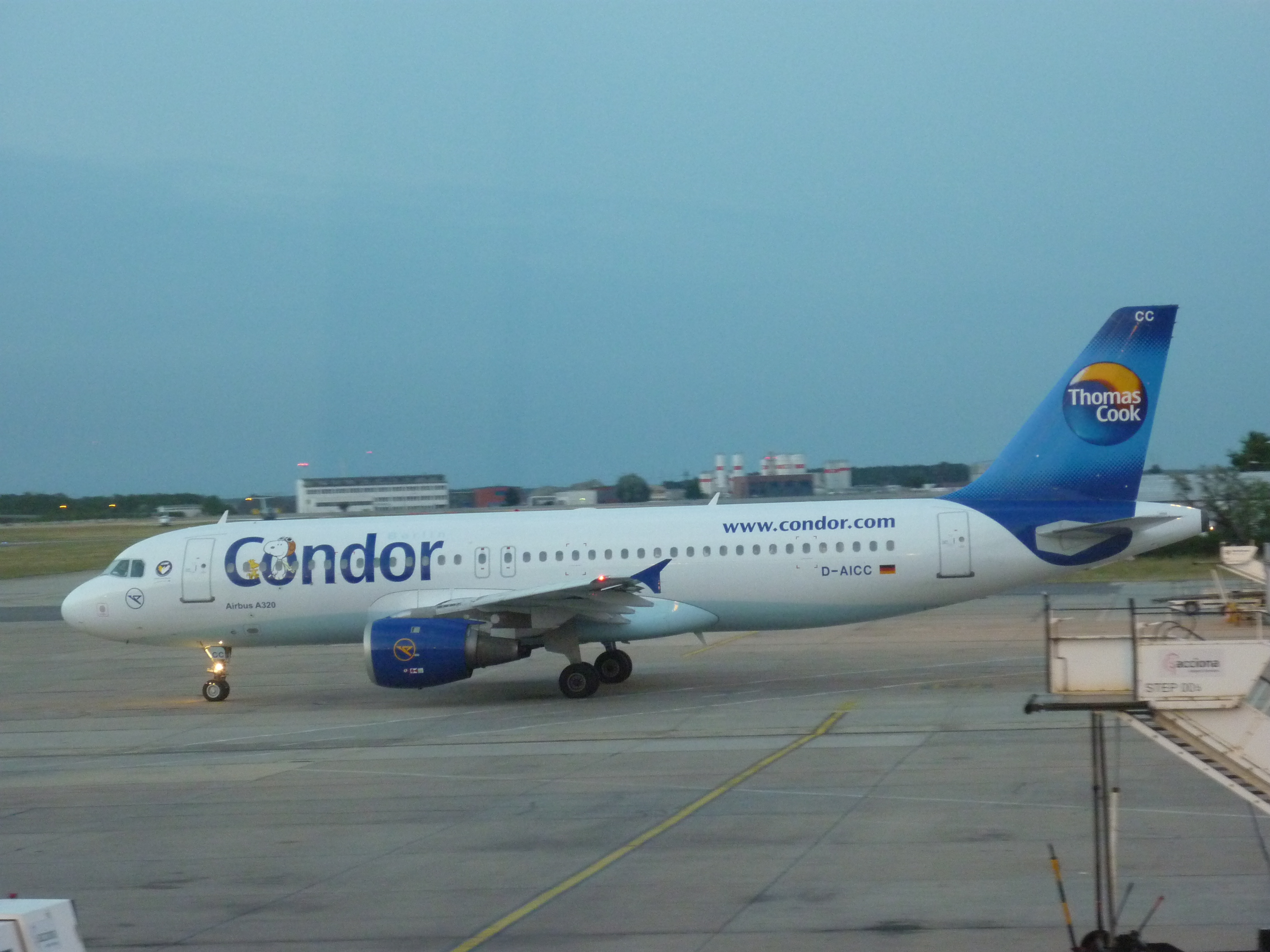
Flugzeug schaltet Scheinwerfer an und rollt zur Startbahn.

## Powerback

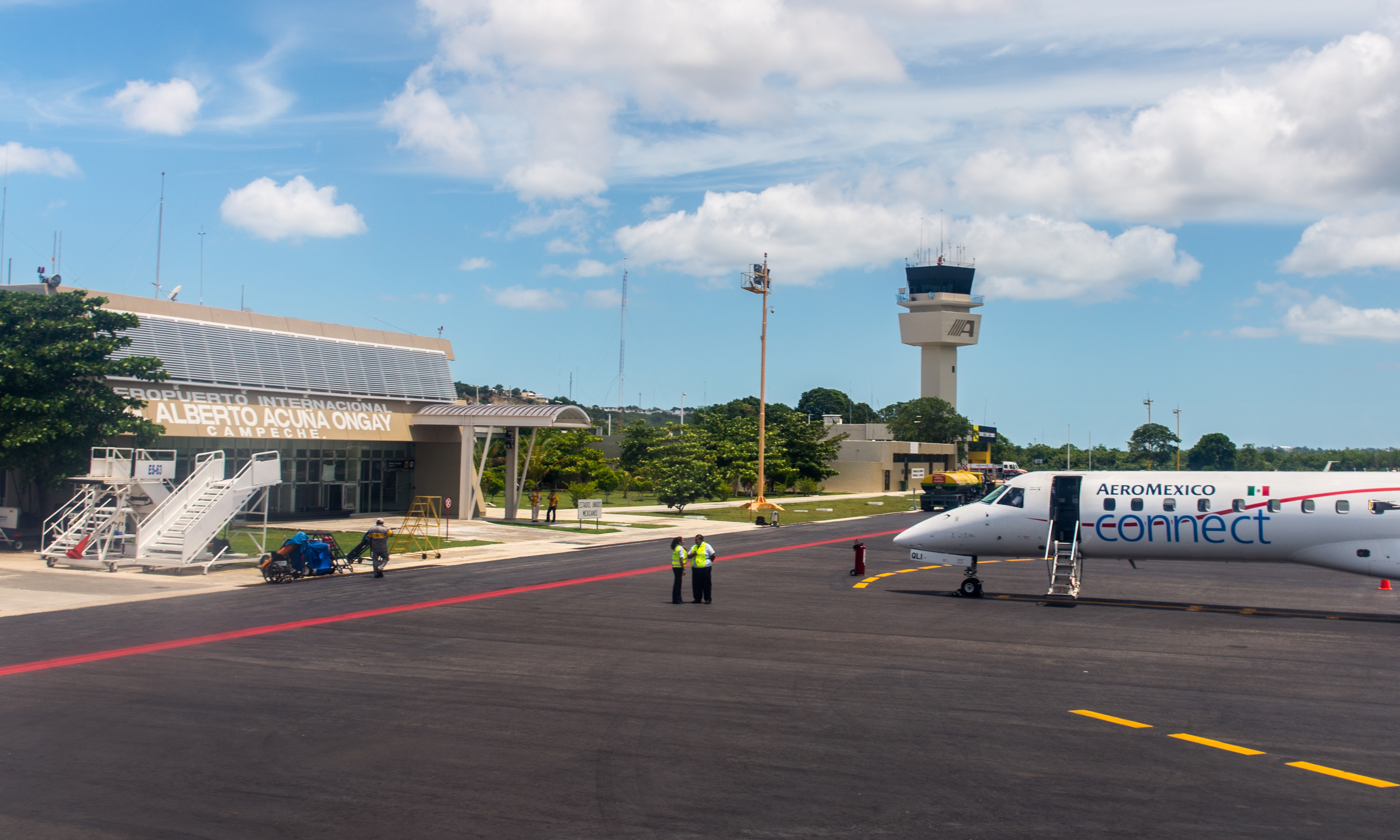
Kleine Flugplätze wie hier der Flughafen Campeche erlauben Powerback, da sie keine Traktoren besitzen.

Auf manchen Flugplätzen ist es erlaubt, einen Powerback durchzuführen. Hier verwendet das Flugzeug die Schubumkehr, um zurückzusetzen.

## Nose-out-position
Parkpositionen für Flugzeuge werden in Nose-in-positions und Nose-out-positions unterschieden. In der Regel befinden sich Nose-out-positions in einiger Entfernung von der Pier auf dem Vorfeld (engl. apron) eines Flugplatzes. In aller Regel wird den Piloten durch die Vorfeldkontrolle vorgegeben, in welcher Richtung ihr Flugzeug abgestellt werden soll. Auf diesen vorgelagerten Positionen sind bei Nose-out-positions keine Pushback-Vorgänge notwendig, da der vorgeschriebene Sicherheitsbereich hinter den laufenden Triebwerken (bis zu 125 m) freigehalten werden kann. Das Flugzeug darf dann aus eigener Kraft von seiner Parkposition losrollen.
Bei diesen Nose-out-positions werden keine Flugzeugschlepper gebraucht. Vornehmlich Billigfluggesellschaften verzichten deshalb gern auf aufwändige gebührenpflichtige Positionen, weil die Passagiere selbst, dann meist unüberdacht, zum Nose-out-Flugzeug gehen können, und der Pilot das Flugzeug nicht bewegen lassen muss. Der Verzicht auf die Umpositionierung des Flugzeugs ist ein erheblicher Kosten- und Zeitvorteil.
Sehr selten sind Push-in-Positionen, wohin das Flugzeug nach der Ankunft hinein geschoben werden muss, dann aber für den nächsten Flug alleine herausrollen kann.